# Miam-myeon
Miam-myeon (koreanska: 미암면) är en socken i kommunen Yeongam-gun i provinsen Södra Jeolla i den sydvästra delen av Sydkorea, 320 km söder om huvudstaden Seoul.